# Iinattijärvi
Iinattijärvi är en sjö i Finland. Den ligger i kommunen Pudasjärvi i landskapet Norra Österbotten, i den centrala delen av landet, 600 km norr om huvudstaden Helsingfors. Iinattijärvi ligger 132,1 meter över havet. Den är 11,2 meter djup. Arean är 3,53 kvadratkilometer och strandlinjen är 23,06 kilometer lång. Sjön  ingår i Ijo älvs huvudavrinningsområde.   
I övrigt finns följande i Iinattijärvi:
- Kuusisaari (en ö)
- Saunasaari (en ö)
- Koivusaari (en ö)